# Наталио Перинети
Наталио Перинети (Буенос Ајрес, 28. децембар 1900 — 24. мај 1985) био је аргентински нападач који је већи део каријере провео у ФК Расинг Авељанеда, играјући 17 година и освојивши 12 титула са Академијом.
Учествовао је и на првом светском првенству у фудбалу 1930. године, где је Аргентина заузела друго место иза Уругваја.